# Fuchsia simplicicaulis
Espèce
Fuchsia simplicicaulis est une espèce de plantes à fleurs de la famille des Onagraceae.
C'est un arbuste dont l'aire de répartition naturelle est le centre du Pérou,, . Il est présent principalement dans le biome tropical humide.